# مطمر (الجزایر)
مطمر (به عربی: المطمر) یک شهرداری در الجزایر است که در استان غلیزان واقع شده‌است.